# Freisinger Morgenröte (Rose)
Die Rosensorte ‘Freisinger Morgenröte’ (Syn.: ‘Frisimo’, ‘Morgenröte’,‘Sunrise’, ‘KORmarter’) ist eine orangegelbe, öfterblühende moderne Strauchrose, die 1988 von W. Kordes’ Söhne in den Markt eingeführt wurde. Die Rose entstand aus der Kreuzung eines unbenannten, nicht patentierten Sämlings mit der Rosensorte ‘Lichtkönigin Lucia’.

## Ausbildung
Die breitbuschige Rose ‘Freisinger Mörgenröte’ bildet einen hochgewachsenen, ausladenden Strauch aus. Die Rosenpflanze wird 130 bis 170 Zentimeter hoch und 60 bis 100 Zentimeter breit.
Die einzeln oder in Büscheln angeordneten Blüten aus 17 bis 25 Petalen bilden eine halbgefüllte, hochzentrierte Blüte in Edelrosenform aus. Die Blüten besitzen einen kräftig gelben Blütengrund. Die kräftig orangegelben, leuchtenden Blütenblätter sind meist durch einen pinkfarbenen Rand charakterisiert. Im Alter verblasst die Blütenfarbe und der gelbe Blütengrund wird sichtbar. Die Blüten werden 7 bis 10 cm groß. Die Blüte ist durch einen intensiven Duft gekennzeichnet. Die Rose besitzt glänzende mittel- bis dunkelgrüne kleinblättrige Blätter.
Die remontierende Rose ist winterhart (USDA-Klimazone 6b bis 9b) und liebt sonnige bis halbschattige Standorte mit tiefgründigem Boden. Sie blüht von Juni bis Oktober und ist größtenteils resistent gegenüber den bekannten Rosenkrankheiten. Gelegentlich zeigt sie eine Anfälligkeit gegenüber Sternrußtau.
Die Rosensorte ‘Freisinger Mörgenröte’ eignet sich sowohl als Solitärpflanze als auch als Gruppen- und Flächenbepflanzung und lässt sich auch als Kletterrose ziehen.
Die Rosensorte ‘Freisinger Morgenröte’ wird aufgrund ihrer leuchtend orangegelben Farbe in zahlreichen Rosarien und Gärten gezeigt, unter anderem im Europarosarium Sangerhausen, im Rosarium der Stadt Uetersen, im Rosenpark Reinhausen, im Rosarium Doblhoffpark in Baden bei Wien, im Rosarium Luttum, im Rosarium Petrovic sowie im Peggy Rockefeller Rose Garden.

## Namensgebung
Die orangegelbe Färbung der Petalen auf gelben Grund erinnert an einen Sonnenaufgang und gab der Rosensorte den Namen ‘Sunrise’ bzw. ‘Freisinger Morgenröte’.